# Łomianki Dolne
Łomianki Dolne – wieś w Polsce położona w województwie mazowieckim, w powiecie warszawskim zachodnim, w gminie Łomianki.
1 stycznia 1989 mniejsza część Łomianek Dolnych (37,02 ha) weszła w skład nowo utworzonego miasta Łomianki.
W latach 1975–1998 miejscowość administracyjnie należała do województwa warszawskiego.
Leży tam też jezioro (prywatne) [można tam łowić ryby na spinning itd.]

## Sołectwa
Na terenie wsi gmina utworzyła 2 sołectwa o nazwach Łomianki Dolne oraz Łomianki Chopina.
Granice sołectwa Łomianki Dolne wyznaczają:
- od północnego zachodu granicą sołectwa Kiełpin wzdłuż ulicy Armii Poznań i dalej granicą sołectwa Kępa Kiełpińska wzdłuż ulic Armii Poznań i Brzegowa oraz przez tereny rolne wzdłuż granicy ogródków działkowych i dalej do nurtu rzeki Wisła,
- od północnego wschodu granicą gminy Jabłonna i miasta stołecznego Warszawa wzdłuż nurtu rzeki Wisła,
- od południowego wschodu granicą osiedla Buraków-Wrzosów linią stanowiącą przedłużenie ulicy Brukowej,
- od południa granicą miasta Łomianki wzdłuż drogi gruntowej łączącej ulice: Brukową i Jeziorną, wzdłuż ulicy Jeziornej do Jeziora Fabrycznego wzdłuż Jeziora Fabrycznego i dalej granicą sołectwa Łomianki Chopina wzdłuż Jeziora Wiejskiego i rowu melioracyjnego.

Granice sołectwa Łomianki Chopina tworzą:
- od zachodu granicą Kiełpin wzdłuż ulicy Armii Poznań,
- od północy granica sołectwa Łomianki Dolne wzdłuż rowu melioracyjnego i Jeziora Wiejskiego,
- od wschodu granicą osiedla Łomianki Pawłowo wzdłuż ulicy Wiślanej.
- od południa granica osiedli: Łomianki Stare, Łomianki Trylogia i Łomianki Powstańców wzdłuż granicy miasta Łomianki.

31 grudnia 2008 roku Łomianki Dolne miały powierzchnię 422 ha i 180 mieszkańców. Łomianki Chopina miały powierzchnię 148,1 ha i 460 mieszkańców

## Opis
We wsi znajduje się między innymi kopalnia piasku rzecznego z Wisły firmy Polbot.